# مايكل ماكولوم
مايكل ماكولوم (بالإنجليزية: Michael McCollum)‏ (1946، فينيكس في الولايات المتحدة)؛ كاتب وروائي أمريكي.